# رحيمة (فلم 2017)
رحيمة أو رحمة (بالإنجليزية: Rehema) هُو فيلم قصير أوغندي صدر سنة 2017 وأخرجه ألان مانزي. كتب سيناريو الفيلم أسامة موكوايا، فيما طاقم التمثيل فقد تكون من جولييت زانسانزي وريموند روشابيرو وإسماعيل سيسانغا. عُرض الفيلم لأول مرة في مهرجان ديربان السينمائي الدولي الثامن والثلاثين في جنوب إفريقيا. أقيم عرض خاص للفيلم في الدورة الرابعة لمهرجان يورو أوغندا السينمائي يوم 17 يونيو 2018 بإذن من المجلس الثقافي البريطاني.

## القصة
تدور أحداث الفيلم حول رحيمة (جولييت زانسانزي)، هاته الأخيرة مُغرمة بسولا (إسماعيل سيسانغا) ولكن عمها (ريموند روشابيرو) وجدها يُخططان لتزويجها بشخص غني أكبر منها. ترفض رحمة بشدة هذا الزواج، وتنخرط في مُشادات كلامية مع عمها، هذا الأخير يموت بسبب حادث تسببت فيه رحيمة التي حُكم عليها بالسجن لضُلوعها في جريمة القتل

## طاقم التمثيل
- جولييت زانسانزي في دور رحيمة.
- ريمون روشابيرو في دور حكيم.
- إسماعيل سيسانغا في دور سولا.
- إيدي موليندوا في دور مزي.
- ألن موسومبا في دور الصديق.
- فيرونيكا ناكايو في دور المُستشارة.

## الإنتاج
بدأ التصوير الرئيسي للفيلم في أوائل عام 2016.

## الجوائز

### فاز بها الفيلم
- 2017: أفضل فيلم قصير، مهرجان أوغندا السينمائي.[6]

### رُشح إليها
- 2017: أفضل فيلم قصير، مهرجان اللؤلؤة السينمائي الدولي السابع، كامبالا عاصمة أوغندا.[7][8][9]
- 2018: أفضل فيلم قصير، مهرجان أماكولا السينمائي الدولي، كامبالا عاصمة أوغندا.[10]
- 2018: أفضل فيلم قصير، حفل توزيع جوائز اختيار المشاهدين.[11]
- 2018: تصميم الأزياء، حفل توزيع جوائز اختيار المشاهدين.
- 2018: أفضل ممثلة، حفل توزيع جوائز اختيار المشاهدين.
- 2018: أفضل فيلم قصير، مهرجان السينما والذاكرة المشتركة، الناظور في المغرب.[12]

## روابط خارجية
مقالات تستعمل روابط فنية بلا صلة مع ويكي بيانات